# The Starting Line

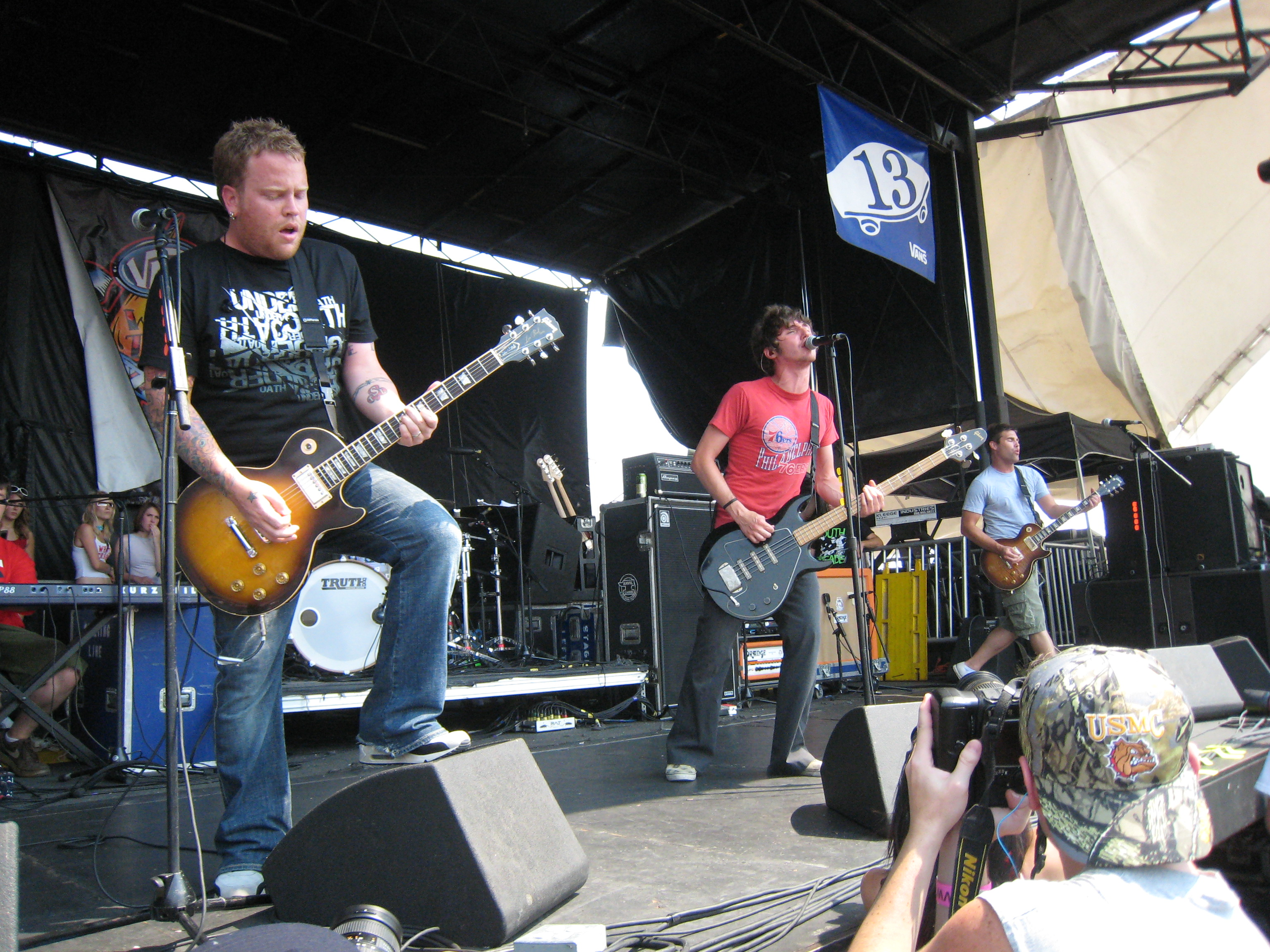
Vans Warped Tour 2007

The Starting Line is een punkrock-/indierockband uit Philadelphia.

## Biografie
De band werd in 1999 opgericht door Matt Watts en Kenny Vasoli via mail. Tezamen met Mike Golla en Ryan Altmiller startten ze de band. Ryan Altmiller werd na 2 weken reeds vervangen door Tom Gryskiewicz. De band toerde onder de naam "Sunday Drive". Ze verkochten een demo en hun eerste release was in samenwerking met andere bands.
In 2001 kwam hun eerste ep op de markt "With Hopes of Starting Over". Omdat de bandnaam "Sunday Drive" reeds bestond veranderde de band de naam naar "The Starting Line". In 2002 kwam hun debuutalbum uit "Say It Like You Mean It"
In 2003 kwam hun tweede ep "The Make Yourself at Home" op de markt. In 2005 verscheen hun tweede album op de markt "Based on a True Story". En nadien brachten ze ook een single uit genaamd "the Best of me". Op het album "Warped Tour Bootleg Series" zijn er 7 livetracks te horen die opgenomen zijn tijdens een optreden in Long Beach.
In 2008 kwam het album Direction uit.

## Discografie

### Albums
| Titel                   | Verschijningsdatum | Label                             |
| ----------------------- | ------------------ | --------------------------------- |
| Say It Like You Mean It | 16 juli 2002       | Drive-Thru Records                |
| Based on a True Story   | 10 mei 2005        | Drive-Thru Records/Geffen Records |
| Direction               | 31 juli 2007       | Virgin Records                    |

### Ep's
| Titel                        | Verschijningsdatum | Label              |
| ---------------------------- | ------------------ | ------------------ |
| With Hopes of Starting Over  | 25 juni 2001       | Drive-Thru Records |
| The Make Yourself at Home EP | 25 november 2003   | Drive-Thru Records |

### Singles
| Titel                  | Verschijningsdatum | Label                     | Album/ep                    |
| ---------------------- | ------------------ | ------------------------- | --------------------------- |
| Three's a Charm        | 2001               | Drive-Thru Records        | With Hopes of Starting Over |
| Best of Me             | 2002               | Drive-Thru Records        | Say It Like You Mean It     |
| Leaving                | 2003               | Drive-Thru Records        | Say It Like You Mean It     |
| Bedroom Talk           | 2005               | Drive-Thru Records/Geffen | Based on a True Story       |
| Island                 | 19 juni 2007       | Virgin Records            | Direction                   |
| Something Left to Give | 2008               | Virgin Records            | Direction                   |

### Andere
- Warped Tour Bootleg Series (2005)